# Einkaufs-Center Neuperlach – pep
Das Einkaufs-Center Neuperlach – pep (kurz für den früheren Namen Perlacher Einkaufs-Passagen) ist ein von der ECE Projektmanagement betriebenes Einkaufszentrum im Münchner Stadtteil Neuperlach (Stadtbezirk 16 – Ramersdorf-Perlach).

## Beschreibung
Das pep war laut einer Untersuchung im Jahr 2002 das umsatzstärkste Einkaufszentrum in Deutschland, die durchschnittliche Flächenproduktivität lag doppelt so hoch wie der Bundesdurchschnitt. In der Zentrenkonzeption des Planungsreferates der Landeshauptstadt ist es als integrierter Standort mit der Funktion eines Stadtteilzentrums ausgewiesen, hat durch seine Größe aber Bedeutung für den gesamten Südosten des Ballungsraums München. Im pep sind 1.800 Angestellte beschäftigt, das gesamte Einzugsgebiet beläuft sich auf 1,2 Millionen Einwohner. Seit der letzten Erweiterung verfügt das pep heute über rund 60.000 m² Verkaufsfläche und 135 Geschäfte, womit es hinter den Riem Arcaden das flächenmäßig zweitgrößte Einkaufszentrum Münchens ist.

## Geschichte
Das Einkaufszentrum wurde – wie der umliegende Stadtteil Neuperlach – durch die Neue Heimat Bayern errichtet. Es ergänzte die fünf seinerzeit bereits vorhandenen Nahversorgungszentren Quiddezentrum, Plettzentrum, Marxzentrum, Grafzentrum und Sudermannzentrum als zentrales Stadtteilzentrum für den nicht-täglichen Bedarf. Bei der Eröffnung am 5. März 1981 nach dreijähriger Bauzeit umfasste es 65 Fachgeschäfte auf einer Gesamtfläche von damals 30.000 Quadratmetern. Die Realisierung hatte der Architekt Ernst Hürlimann übernommen, der als Gestaltungselemente unter anderem eine fünf Meter hohe Steineiche im Zentrum des Gebäudes und einen roten Backstein-Fußboden einsetzte.

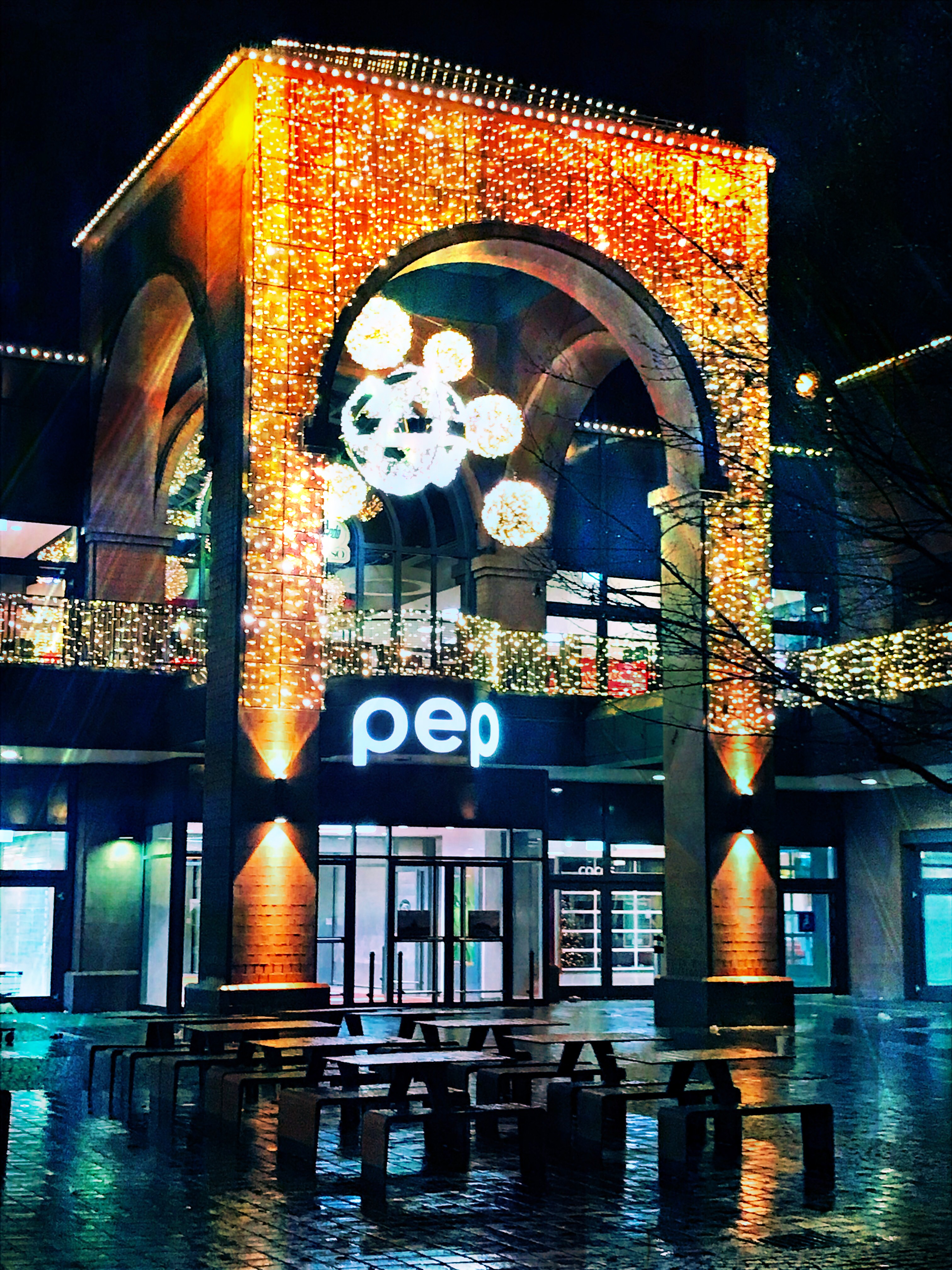
Eingang zum pep im Dezember 2018

Im Jahr 1984 wurde die Immobilie für umgerechnet 54 Millionen Euro durch die Deutsche Grundbesitz-Investment Gesellschaft mbH (DGI) – einer Tochter der Deutschen Bank – angekauft. Eine zuvor durch ein mittelständisches Mieterkonsortium, zu dem auch der Großbäcker und Landtagsabgeordnete Heinrich Traublinger zählte, angestrebte Übernahme von der Neuen Heimat kam nicht zustande.
Am 23. November 1989 eröffnete ein von der DGI realisierter Erweiterungsbau an der Thomas-Dehler-Straße mit 30 weiteren Geschäften. Prägendes Element des neuen Baus war eine Glaskuppel mit 24 Metern Durchmesser. Durch die Erweiterung ergab sich die bis heute bestehende Gliederung des Gebäudes in zwei Ladenzonen, die beide als Rondelle angelegt sind und durch einen Mittelbau verbunden werden. Eine weitere Ausweitung und Modernisierung fand im Oktober 2000 statt. Den Betrieb des Einkaufszentrums übernahm 1990 die ECE Projektmanagement.
Im Jahr 2003 betrug der Ladenumsatz im pep 336 Millionen Euro. Bauträger und Betreiber strebten eine erneute Erweiterung an, die über die mehrspurige Thomas-Dehler-Straße auf den gegenüber liegenden Hanns-Seidel-Platz reichen und 24.000 Quadratmeter zusätzliche Verkaufsfläche schaffen sollte. Angrenzend sollte ein kommunales Kultur- und Bürgerzentrum auf Kosten des Bauträgers errichtet werden. Das von der Landeshauptstadt beauftragte städteplanerische Gutachten sprach sich gegen die Erweiterung aus, weil unter anderem kein örtlicher Bedarf erkennbar war und sich das Gebiet, in dem ein spürbarer Anteil der Kaufkraft abgeschöpft wird, entlang der Bundesautobahn 8 bis weit in das Voralpenland hinein ausgeweitet hätte. Die Erweiterungspläne wurden nicht weiter verfolgt, nachdem im geplanten Einzugsgebiet mit den Riem Arcaden in der Messestadt Riem ein weiteres Einkaufszentrum im Osten Münchens eröffnet worden war.
Im November 2011 verkaufte REEFF Investment, die frühere DGI, die Immobilie für 408 Millionen Euro an einen institutionellen Investor aus den USA, den Lehrerpensionsfonds TIAA-CREF. Laut Betreiber ECE sollte von 2015 bis 2017 nun doch eine Umstrukturierung stattfinden. Am 17. Mai 2018 wurde die Erweiterung des Zentrums, welche auf dem Grund des ehemaligen Parkhauses Nord errichtet wurde, eröffnet. Hauptmieter der neu eröffneten Fläche sind der Textil-Discounter Primark und der Drogeriemarkt Müller. Durch die Erweiterung stieg die Verkaufsfläche auf rund 60.000 m².

## Verkehrsanbindung

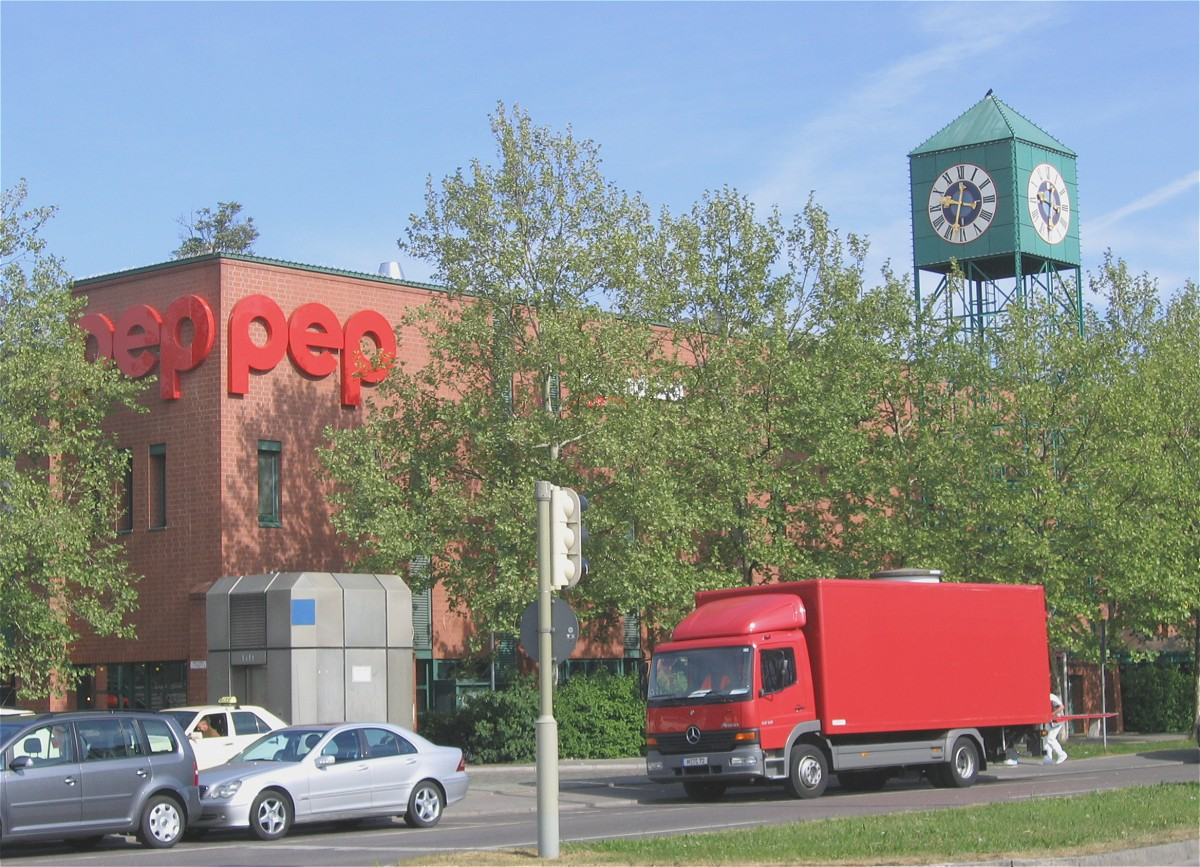
Das Einkaufszentrum an der Thomas-Dehler-Straße im Jahr 2007

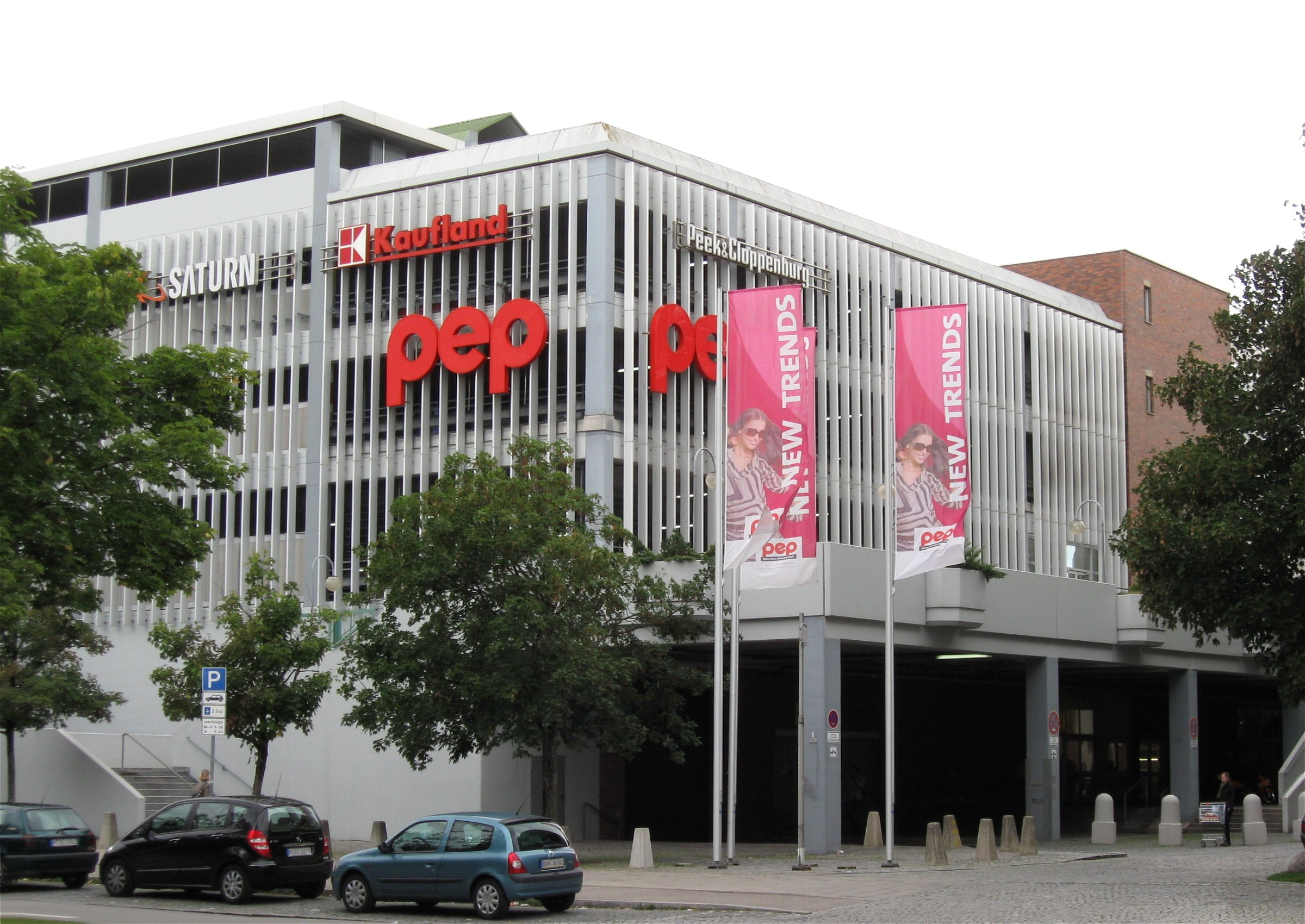
Südliches Parkhaus

Das pep liegt direkt am U-Bahnhof Neuperlach Zentrum der Linien U5, U7 und U8. Ein großer Busbahnhof für lokale und regionale Buslinien befindet sich östlich der Thomas-Dehler-Straße, am Hanns-Seidl-Platz. Dort halten die Buslinien 55, 139, 192, 196, 197, 198 und 199. Des Weiteren befindet sich ein Taxistand am Vorplatz.
Mit dem Auto ist das pep über die Ständlerstraße im Norden oder die Putzbrunner Straße im Süden (beide Ost-West-Richtung) und die Thomas-Dehler-Straße (Nord-Süd-Richtung) zu erreichen. Direkt am pep gibt es zwei Parkhäuser mit insgesamt 2000 Stellplätzen (früher 3000).